# Sofia Lodi
Sofia Lodi (Brescia, 29 gennaio 1998) è un'ex ginnasta italiana, membro della Nazionale di ginnastica ritmica dell'Italia dal 2014 al 2016 con cui si è laureata campionessa del Mondo 2015 e vice campionessa d'Europa e del Mondo nel 2014.

## Carriera sportiva
Inizia a praticare ginnastica ritmica all'età di 6 anni nella società Brixia Brescia, storica società di ginnastica che ha formato, tra gli altri, Vanessa Ferrari, già medaglia d'oro mondiale ad Aarhus 2006.
Nel 2012 entra a far parte del team nazionale junior. Partecipa alla World Cup di Pesaro, World Cup di Kiev, al 25th Torneo internazionale di Lubiana, e ai Campionati Europei di ginnastica ritmica 2012 a Nižnij Novgorod. Nello stesso anno partecipa anche ai Campionati Assoluti Italiani.
Nel 2013 ai Campionati Assoluti Italiani vince la medaglia di bronzo nelle finali di specialità a palla e cerchio.
A settembre del 2013 viene convocata da Emanuela Maccarani, al centro tecnico nazionale di Desio. Comincia subito a far parte della squadra titolare insieme a Marta Pagnini, Andreea Stefanescu, Camilla Patriarca, Camilla Bini e Valeria Schiavi.
Nel 2014 vince la medaglia d'argento ai Campionati europei di ginnastica ritmica 2014 a Baku. Stesso risultato ottenuto anche ai Campionati Mondiali di ginnastica ritmica 2014 di Smirne che le vale il titolo di vicecampionessa del mondo assieme alle compagne Marta Pagnini, Andreea Stefanescu, Camilla Patriarca e Alessia Maurelli.
Nel 2015 partecipa alla prima tappa di World Cup di Lisbona, vincendo un oro nel concorso generale e uno alla finale cerchi e clavette. Alla World Cup di Pesaro invece vince nel concorso generale la medaglia d'argento, e un altro oro alla finale cerchi e clavette. Partecipa anche alla World Cup di Tashkent collezionando una medaglia di bronzo nella finale di specialità cerchi-clavette. Alla World Cup di Budapest conquista altre due medaglie: bronzo nel concorso generale a squadre e oro alla finale di specialità cerchi e clavette.
Grazie alle ottime prestazioni nelle finali di specialità ai cerchi e clavette, durante tutte le tappe del circuito di Coppa del mondo di ginnastica ritmica 2015, vince l'iridata classifica generale di questa specialità. Viene quindi premiata con la squadra in occasione dell'ultima tappa, a Kazan, quella precedente ai campionati del mondo in programma a Stoccarda.
In occasione dei XXIV Campionati mondiali di ginnastica ritmica 2015 a Stoccarda conquista l'oro (e il rispettivo titolo di Campionessa del Mondo) nella finale di specialità ai nastri e l'argento (con il rispettivo titolo di Vicecampionessa del Mondo) nella finale di specialità ai cerchi-clavette.
Grazie, invece, al 4º posto nel concorso generale a squadre ottiene la qualificazione diretta per i giochi olimpici di Rio 2016.
I primi successi della stagione 2016 arrivano durante la Coppa del Mondo di Pesaro. Tra le mura amiche, infatti, l'azzurra realizza l'en plein conquistando la medaglia d'oro in tutte e tre le competizioni dedicate alla squadra: concorso generale (grazie allo straordinario punteggio di 36,200 che segna la prima storica volta in cui viene superata la soglia dei 36,000  punti in gara ufficiale); finale di specialità ai nastri; finale di specialità ai cerchi e clavette.
In seguito, durante le tappe di Minsk e Sofia arricchisce il proprio palmarès rispettivamente con una medaglia d'argento e una di bronzo entrambe rimediate nella finale di specialità ai cerchi e clavette.
Prende parte ai Giochi olimpici di Rio de Janeiro con le compagne Alessia Maurelli, Camilla Patriarca, Marta Pagnini e Martina Centofanti. Qualificate in finale con il quarto punteggio generale, confermano la stessa posizione anche nella finale, con un punteggio complessivo di 35.549 (ottenuto dalla somma dei parziali di 17.516 nell'esercizio ai 5 nastri e di 18.033 in quello misto a cerchi e clavette) sfiorando, così, il podio (e il secondo piazzamento) per appena 2 decimi di punto.
A settembre 2016 annuncia il suo ritiro dalla pedana.

## Palmarès

### Mondiali
- 3 medaglie:
  -  (finale nastri a Stoccarda 2015);
  -  (finale cerchi/clavette a Stoccarda 2015)
  -  (concorso generale a squadre a Smirne 2014).

### Europei
- 1 medaglie:
  -  (concorso generale a squadre a Baku 2014).

Tabella riassuntiva
| Anno | Città     | Edizione        | Risultato | Specialità        |
| ---- | --------- | --------------- | --------- | ----------------- |
| 2014 | Stoccarda | Coppa del mondo | Argento   | Concorso generale |
| 2014 | Stoccarda | Coppa del mondo | Argento   | Palla e nastri    |
| 2014 | Stoccarda | Coppa del mondo | Argento   | Clavette          |
| 2014 | Pesaro    | Coppa del mondo | Oro       | Concorso generale |
| 2014 | Pesaro    | Coppa del mondo | Oro       | Palla e nastri    |
| 2014 | Pesaro    | Coppa del mondo | Oro       | Clavette          |
| 2014 | Baku      | Europei         | Argento   | Concorso generale |
| 2014 | Sofia     | Coppa del mondo | Bronzo    | Concorso generale |
| 2014 | Sofia     | Coppa del mondo | Bronzo    | Palla e nastri    |
| 2014 | Smirne    | Mondiali        | Argento   | Concorso generale |
| 2015 | Lisbona   | Coppa del mondo | Oro       | Concorso generale |
| 2015 | Lisbona   | Coppa del mondo | Oro       | Cerchi e clavette |
| 2015 | Pesaro    | Coppa del mondo | Argento   | Concorso generale |
| 2015 | Pesaro    | Coppa del mondo | Oro       | Cerchi e clavette |
| 2015 | Tashkent  | Coppa del mondo | Bronzo    | Cerchi e clavette |
| 2015 | Budapest  | Coppa del mondo | Oro       | Cerchi e clavette |
| 2015 | Budapest  | Coppa del mondo | Bronzo    | Concorso generale |
| 2015 | Stoccarda | Mondiali        | Oro       | Nastri            |
| 2015 | Stoccarda | Mondiali        | Argento   | Cerchi e clavette |
| 2016 | Pesaro    | Coppa del mondo | Oro       | Concorso generale |
| 2016 | Pesaro    | Coppa del mondo | Oro       | Nastri            |
| 2016 | Minsk     | Coppa del mondo | Argento   | Cerchi e clavette |
| 2016 | Sofia     | Coppa del mondo | Bronzo    | Cerchi e clavette |